# یواس‌اس سورپرایز (پی‌جی-۶۳)
یواس‌اس سورپرایز (پی‌جی-۶۳) (به انگلیسی: USS Surprise (PG-63)) یک کشتی بود که طول آن ۲۰۵ فوت ۲ اینچ (۶۲٫۵۳ متر) بود. این کشتی در سال ۱۹۴۰ ساخته شد.